# Darius Slayton
Darius Slayton (Norcross, Georgia, 12 de enero de 1997) es un jugador profesional estadounidense de fútbol americano que se desempeña en la posición de wide receiver en New York Giants, equipo de la National Football League (NFL).

## Carrera
Fue seleccionado en la quinta ronda en la Reunión Anual de Selección de Jugadores de la NFL de 2019. Hizo su debut profesional con el equipo New York Giants, donde lleva jugando cinco temporadas.